# Шкеде (Медзька волость)
Шке́де (латис. Šķēde) — село в Латвії, Курляндія, Гробіньський край, Медзька волость. Розташоване на берегах Балтійського моря. Входило до складу Гробінської парафії Герцогства Курляндії і Семигалії. Стара німецька назва — Ше́ден (нім. Scheden).

## Назва
- Шке́де (латис. Šķēde) — сучасна латиська назва.
- Ше́ден (нім. Scheden) — стара німецька назва нового часу[2].

## Історія
- 1561—1795: Гробінська парафія Герцогства Курляндії і Семигалії.
  - На карті герцогства 1770 року Шеден позначене як поселення з «капличкою» (нім. Kirchstelle)[2].

### Монографії
- Arbusov, Leonid. Grundriss der Geschichte Liv-, Est- und Kurlands. — Riga: Jonck und Poliewsky, 1918.